# Unité urbaine de Rochefort
L'unité urbaine de Rochefort est une unité urbaine française centrée sur la ville de Rochefort, sous-préfecture de la Charente-Maritime au cœur de la troisième agglomération urbaine du département après les unités urbaines de la Rochelle et de Royan.

## Données générales

### L'unité urbaine de Rochefort depuis le nouveau zonage de 2020
Dans le nouveau zonage établi par les services de l'Insee en 2020, l'unité urbaine de Rochefort n'a pas subi de modifications. Elle reste donc inchangée depuis l'ancienne délimitation de son périmètre urbain de 2010. Cependant, elle rétrograde à la 3e place en Charente-Maritime, étant dépassée par les unités urbaines de la Rochelle et de Royan, mais devançant toujours l'unité urbaine de Saintes.
En 2022, avec 38 313 habitants, elle représente la 3e unité urbaine du département de la Charente-Maritime et occupe le 19e rang dans la région Nouvelle-Aquitaine.
En 2021, sa densité de population s'élève à 385 hab/km2. Par sa superficie, elle représente 1,44 % du territoire départemental et, par sa population, elle regroupe 5,75 % de la population du département de la Charente-Maritime.

### L'unité urbaine de Rochefort selon les anciennes délimitations
En 2010, selon l'INSEE, l'unité urbaine de Rochefort était composée de 5 communes, toutes situées en Charente-Maritime, dans l'arrondissement de Rochefort. L'INSEE lui avait attribué le code INSEE 17403 selon l'ordre de classement démographique du recensement de 2007.
Outre la ville-centre de Rochefort qui comptait 24 047 habitants en 2016 et se positionnait au 3e rang des villes de la Charente-Maritime après la Rochelle et Saintes, les quatre autres communes qui faisaient partie de l'unité urbaine de Rochefort étaient des banlieues dont deux avaient plus de 2 000 habitants. Parmi celles-ci, Tonnay-Charente avec 7 990 habitants en 2016 était la deuxième ville de cette agglomération et la septième du département.
En 2016, avec 38 404 habitants , elle constituait la 2e unité urbaine de Charente-Maritime, après La Rochelle et avant les unités urbaines de Royan (3e rang départemental) et de Saintes (4e rang départemental), ces deux dernières ayant également plus de 20 000 habitants.
En Poitou-Charentes où elle se situait, elle occupait le 6e rang régional après l'unité urbaine de Châtellerault (5e rang régional) et avant l'unité urbaine de Royan (7e rang régional).
Entre 1999 et 2016, l'unité urbaine de Rochefort affichait une croissance démographique notable avec une progression de + 6.68 %.

## Composition 2020 de l'unité urbaine
Elle est composée des cinq communes suivantes :
| Nom                      | Code Insee | Département       | Statut       | Superficie (km2) | Population (dernière pop. légale) | Densité (hab./km2) | Modifier                                    |
| ------------------------ | ---------- | ----------------- | ------------ | ---------------- | --------------------------------- | ------------------ | ------------------------------------------- |
| Rochefort (ville-centre) | 17299      | Charente-Maritime | ville-centre | 21,95            | 23 188 (2022)                     | 1 056              | modifier les données · modifier les données |
| Breuil-Magné             | 17065      | Charente-Maritime | banlieue     | 22,25            | 1 891 (2022)                      | 85                 | modifier les données · modifier les données |
| Échillais                | 17146      | Charente-Maritime | banlieue     | 14,72            | 3 701 (2022)                      | 251                | modifier les données · modifier les données |
| Tonnay-Charente          | 17449      | Charente-Maritime | banlieue     | 34,39            | 8 248 (2022)                      | 240                | modifier les données · modifier les données |
| Vergeroux                | 17463      | Charente-Maritime | banlieue     | 5,53             | 1 285 (2022)                      | 232                | modifier les données · modifier les données |

## Évolution territoriale de l'unité urbaine de Rochefort depuis 1975

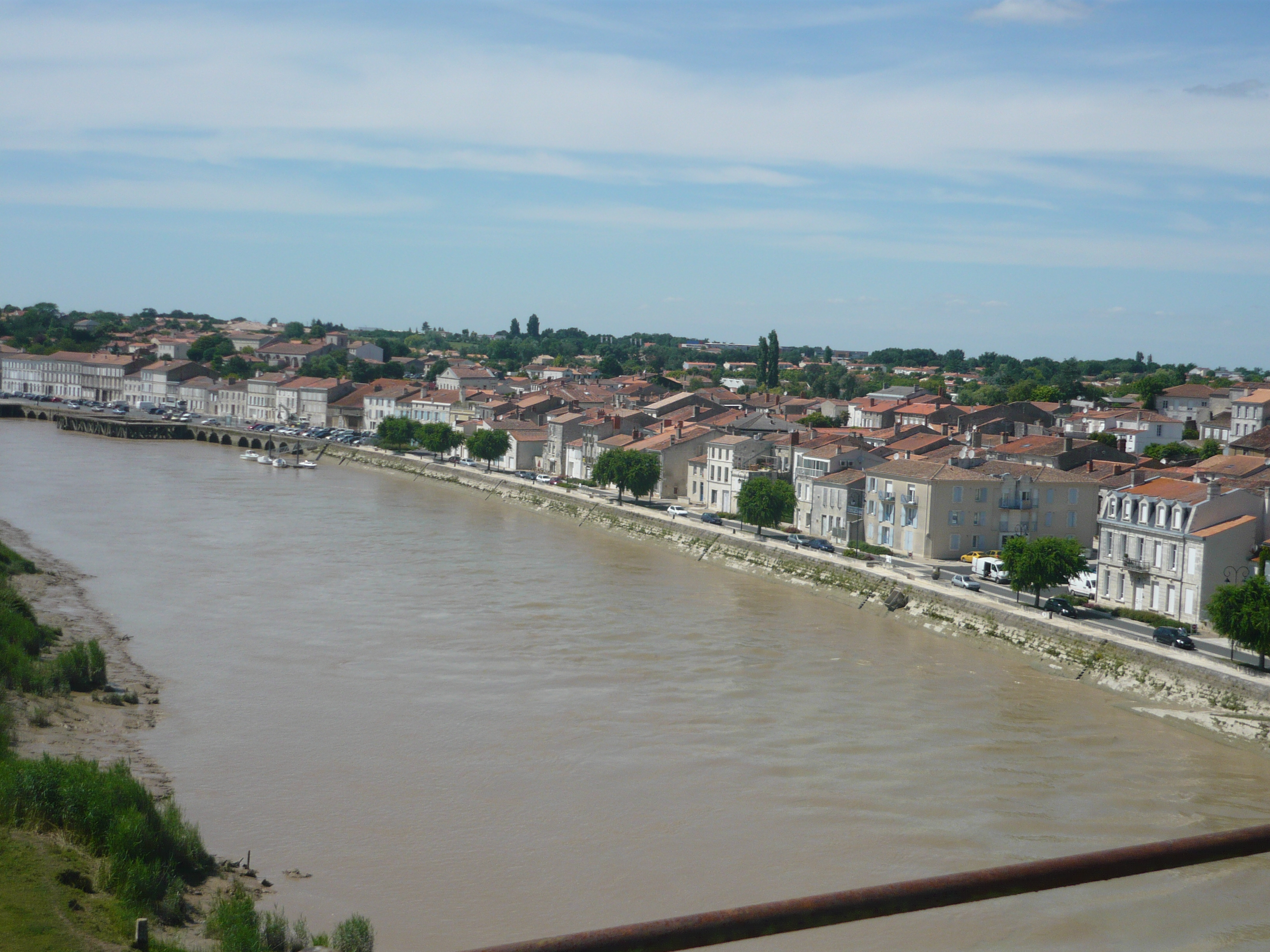
Tonnay-Charente est la deuxième ville de l'unité urbaine de Rochefort.

En 1975, l'unité urbaine de Rochefort regroupait 3 communes urbaines (Echillais, Tonnay-Charente et Rochefort) et dépassait les 30 000 habitants. Elle atteignait alors 36 432 habitants, répartis sur 71,06 km2, et figurait comme la deuxième unité urbaine de Charente-Maritime, se situant après La Rochelle.
Au recensement suivant, en 1982, l'unité urbaine de Rochefort ne s'est pas agrandie mais elle a enregistré une perte de population où elle comptait alors 35 122 habitants.
En 1990, cette unité urbaine a incorporé une nouvelle commune, Vergeroux, ce qui a porté le nombre de communes à 4. Sa superficie est passée à 76,59 km2 et sa population était de 35 598 habitants.
En 1999, l'unité urbaine de Rochefort ne s'est pas agrandie mais sa population s'est légèrement accrue, passant à 36 000 habitants. À cette date, elle demeure toujours à la deuxième place départementale et se situe au 6e rang régional en Poitou-Charentes, après Châtellerault qui occupe le 5e rang régional.
C'est lors de la dernière délimitation de 2010 effectuée par l'Insee que l'unité urbaine de Rochefort s'est agrandie d'une nouvelle commune, Breuil-Magné. Sa superficie est maintenant de 98,24 km2, ce qui en fait la troisième plus étendue de Charente-Maritime après l'unité urbaine de La Rochelle (125,14 km2) et celle de La Tremblade (116,96 km2).
En 2010 - comme en 2007 -, elle demeure toujours la deuxième unité urbaine la plus peuplée du département de la Charente-Maritime, se situant loin derrière La Rochelle mais devançant les unités urbaines de Royan et de Saintes.
En Poitou-Charentes, elle se classe toujours au sixième rang régional, se situant après Châtellerault.
L'unité urbaine de Rochefort a connu une évolution territoriale discontinue depuis 1975, mais ce n'est qu'en 2007 qu'elle dépasse le chiffre de population de 1975, après avoir enregistré une croissance démographique régulière mais faible depuis 1982.

## Évolution démographique
| 1968   | 1975   | 1982   | 1990   | 1999   | 2009   | 2014   | 2021   |
| ------ | ------ | ------ | ------ | ------ | ------ | ------ | ------ |
| 38 068 | 37 834 | 36 807 | 36 758 | 37 224 | 38 996 | 38 468 | 38 009 |

#### Données générales
- Unité urbaine en France
- Aire d'attraction d'une ville
- Liste des unités urbaines de France

#### Données démographiques en rapport avec l'unité urbaine de Rochefort
- Aire d'attraction de Rochefort
- Arrondissement de Rochefort

#### Données démographiques en rapport avec la Charente-Maritime
- Démographie de la Charente-Maritime